# Anna Maria Maiolino
Anna Maria Maiolino (Scalea, 20 maggio 1942) è un'artista brasiliana.

## Biografia
Anna Maria Maiolino è nata a Scalea, in Calabria, da padre italiano e madre ecuadoriana. Nel 1954 la famiglia Maiorino si è trasferita in Venezuela, dove Anna Maria si è iscritta alla Escuela de Artes Visuales Cristóbal Rojas di Caracas. Nel 1960 si è trasferita in Brasile dove ha frequentato la Scuola di Belle Arti di Rio de Janeiro.
Nel 1964 la prima mostra personale presso la Galeria G di Caracas.
Ottenuta la cittadinanza brasiliana, negli anni sessanta Anna Maria Maiolino ha realizzato i suoi lavori con la tecnica dell'incisione su legno: i suoi lavori rientravano nel movimento della pop art brasiliana, critica nei confronti della società dei consumi. Le sue opere sono state presentate nella mostra Nova objetividade brasileira (Nuova oggettività brasiliana), insieme alle opere di Lygia Clark e Lygia Pape, un evento organizzato dall'artista Hélio Oiticica nel 1967, al Museo di arte moderna di Rio de Janeiro.
Nel 1968 a causa della crescente dittatura dei militari brasiliani si è trasferita a New York con il marito Rubens Gerchman e i due figli.
A New York, consigliata da Hélio Oiticica, anch'egli in esilio, ha avuto la possibilità di conoscere l'arte minimale: trae ispirazione dal suo passato di operaia in una fabbrica tessile per legare i fili e torcerli sino a comporre tele cave e sculture di carta. Sempre a New York ha frequentato il Pratt Institute, dove ha appreso la tecnica di incisione su metallo (Escape Angle).
Nel 1971 è ritornata in Brasile, a San Paolo, e la sua attività si è concentrata sulle Mental Maps, opere su carta che rivelano l'influenza di artisti del Neoconcretismo brasiliano, Book Objects e Drawing Objects.
Dalla metà degli anni settanta e sino agli anni ottanta ha iniziato a lavorare con film in Super 8 e ad altri progetti che incoraggiavano l'interazione performativa tra gli oggetti d'arte e il pubblico.
Nel 1981 ha presentato la performance Entrevidas, nel quale l'artista procede in uno spazio disseminato di uova, metafora della fragilità della vita ma anche simbolo di speranza.
Nel 1989, per la sua mostra personale alla Galleria Pequena, le è stato assegnato il Premio Mário Pedrosa dall'Associazione brasiliana dei critici d'arte per la migliore mostra dell'anno. Sempre nel 1989 ha iniziato a lavorare l'argilla nella serie Modeled Earth, ma anche cemento e gesso realizzando grandi sculture murali.
Ha quindi continuato a esplorare i materiali attraverso la creazione di processi ad alta intensità di lavoro come modellazione, stampa e fusione in riferimento a gesti ricorrenti attraverso una serie di installazioni.
I disegni della Maiolino degli anni novanta si concentravano principalmente su metodi simili alla sua precedente esplorazione di materiali e media.
Nel 1994 Maiolino ha ricevuto il premio Os Melhores de 1993 - Pesquisa de Linguagem dall'Associazione paulista dei critici d'arte per la sua personale Um, Nenhum, Cem Mil ("Uno, nessuno, centomila").
Nel 1996 ha fatto parte della mostra colletiva di artiste del XX secolo Inside the Visible (Dentro il visibile).
Dal 2001 le sue opere sono state incluse nella collezione del Museum of Modern Art (MoMA).
Nel 2002 il Drawing Center di New York ha pubblicato il catalogo A Life Line/Vida Afora.
Nel 2010 la Maiolino ha esposto diverse opere realizzate nei precedenti 30 anni della sua carriera in una mostra, Continuous, al Camden Arts Centre di Londra.
Una delle installazioni, realizzata interamente in argilla, è il simbolo delle attività quotidiane, dell'individuo, della lingua e della società; ha creato l'opera a mano, arrotolando e modellando l'argilla in 100 forme diverse.
Nel 2010 la Fundació Antoni Tàpies di Barcellona, ha presentato la sua prima «retrospettiva in ambito europeo», poi, nel 2011, trasferita al Centro galiziano di arte contemporanea di Santiago di Compostela e al Malmö Konsthall di Malmö.

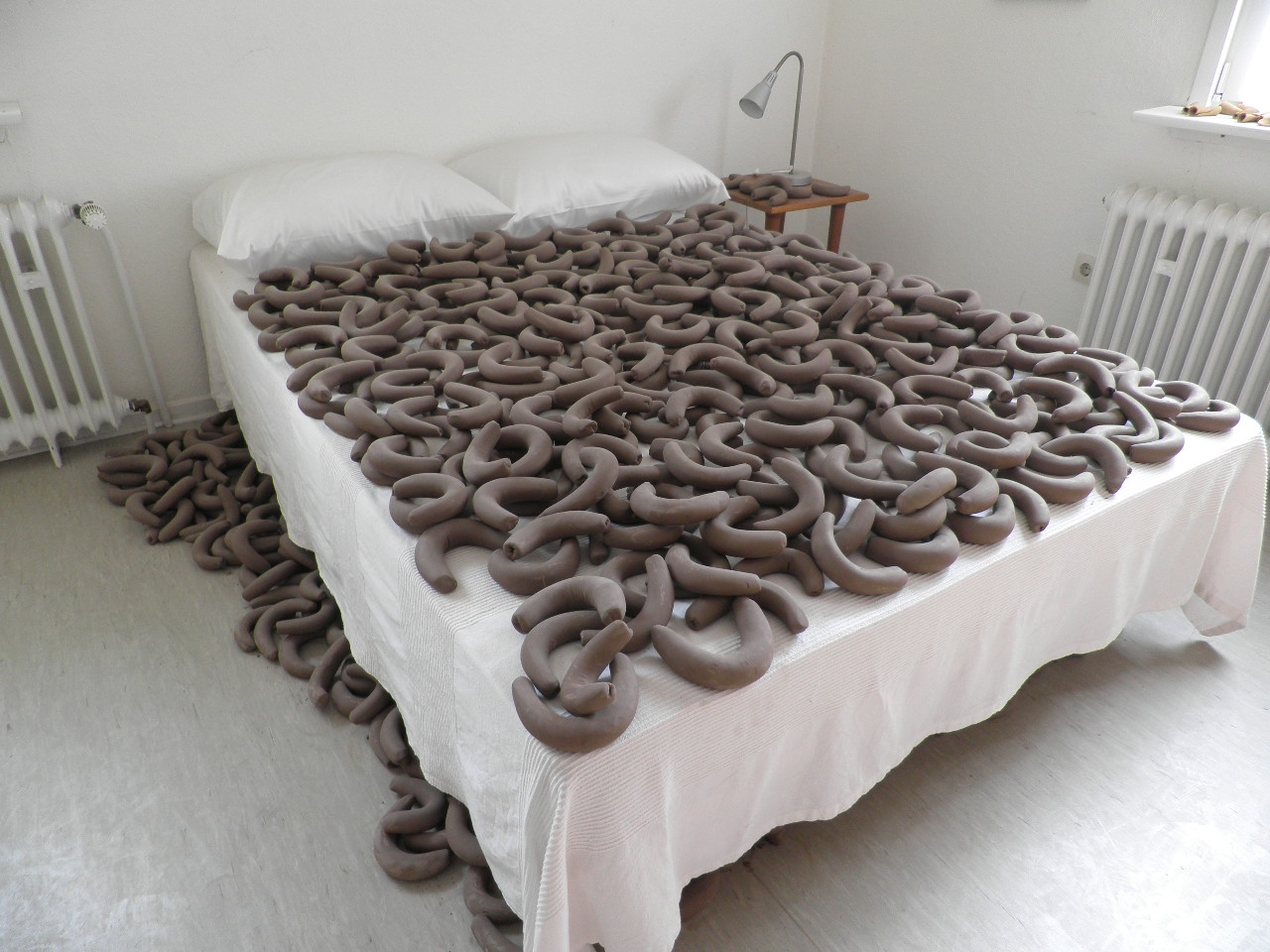
Opera in argilla modellata esposta a documenta 13 (2012)

Nel 2012 ha partecipato a documenta 13 di Kassel con l'opera Here & There, un'installazione site specific della serie Modeled Earth, composta da argilla, suoni, odori e piante.
Lo stesso anno ha vinto il premio MASP Mercedes-Benz de Artes Visuais, ex aequo con Paulo Nazareth, come miglior artista brasiliano contemporaneo dell'anno, a cui ha fatto seguito una mostra personale al Museo d'arte di San Paolo (MASP).
Nel 2014 ha presentato al Berkeley Art Museum and Pacific Film Archive di Berkeley Matrix 252, una selezione di video che si concentrano sul corpo come luogo per l'espressione di libertà e individualità.
Nel 2017 il Museum of Contemporary Art di Los Angeles (MOCA) ha organizzato, nell'ambito della manifestazione Pacific Standard Time: LA/LA, finanziata dalla Fondazione J. Paul Getty, una retrospettiva che riunisce cinque decenni del suo lavoro.
Nel 2019 il Padiglione d'arte contemporanea di Milano (PAC) ha ospitato O amor se faz revolucionário, che il curatore Diego Sileo ha definito «la più grande retrospettiva dedicata fino ad ora all'artista italo-brasiliana»; mostra che, con oltre 400 opere, ha illustrato l'intero percorso artistico della Maiolino dagli anni dell'accademia, con opere iconiche, inediti e lavori provenienti dai più importanti musei brasiliani. Il 5 aprile 2019 nel cortile del PAC la Maiolino e l'artista brasiliana Gaya Rachel hanno presentato la performance Al di là di.
Il 3 novembre 2023 il Consiglio di amministrazione della Biennale di Venezia ha deciso i Leoni d'oro alla carriera della LX Esposizione internazionale d'arte assegnandoli ad Anna Maria Maiolino e all'artista turca Nil Yalter.
La cerimonia di premiazione si è tenuta sabato 20 aprile 2024 a Ca' Giustinian, sede della Biennale.